# ムハマド・ユヌス
ムハマド・ユヌス（ベンガル語: মুহাম্মদ ইউনুস Muhammad Yunus、1940年6月28日 - ）は、バングラデシュの経済学者、実業家、政治家。同国にあるグラミン銀行の創設者、またそこを起源とするマイクロクレジットの創始者として知られる。2006年にはノーベル平和賞受賞。学位は経済学博士（ヴァンダービルト大学）。また、国連のSDG Advocatesの一人。
2024年8月6日、反政府デモ（2024年バングラデシュクオータ制度改革運動）の激化を受けて首相を辞任したシェイク・ハシナに代わり、バングラデシュ暫定政府の首席顧問に指名された。8月8日に首席顧問への就任宣誓を行った。
日本の外務省では、「モハマド・ユヌス」と表記される。

## 人物

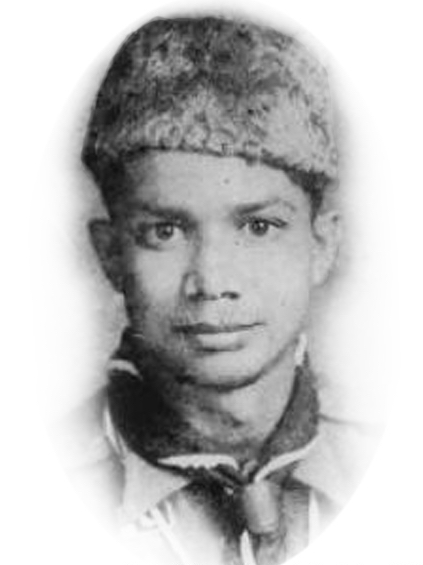
ボーイスカウト姿のユヌス（1953年撮影）

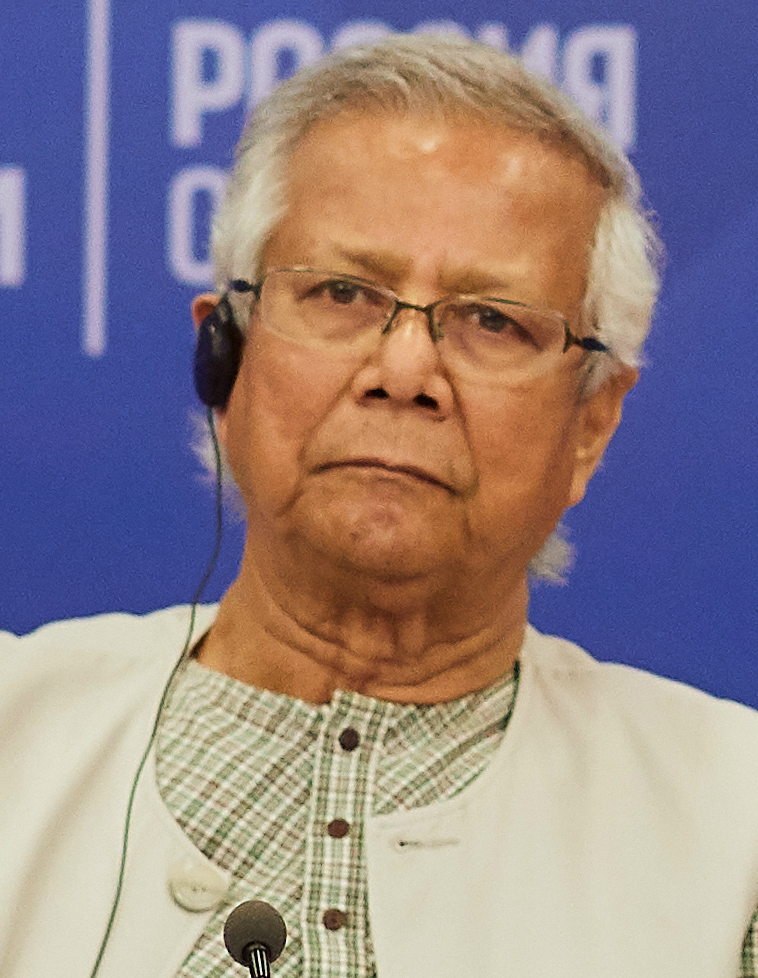
2019年撮影

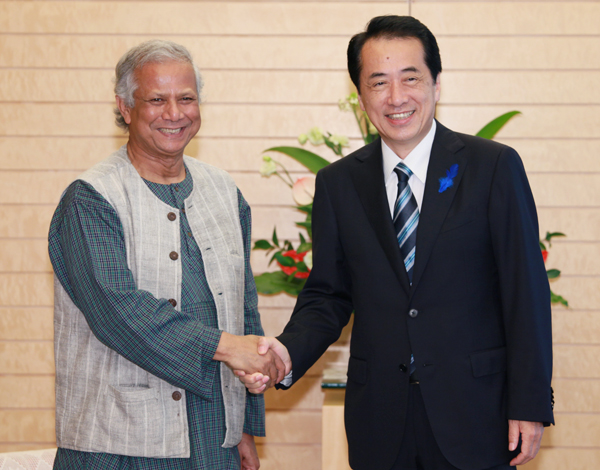
2010年、菅直人首相（当時・左）と握手する

英国統治下にあったバングラデシュの南部チッタゴンの宝石店の二男として生まれる。チッタゴンカレッジを経て、ダッカ大学で修士号を取得し卒業。フルブライト奨学金を得て渡米し、1969年にヴァンダービルト大学で経済学の博士号を取得した。テネシー州で同郷の友人とともに「バングラデシュ市民委員会」を組織、祖国の独立を支援した。1969年から1972年までミドルテネシー州立大学で経済学の助教授を務める。その後、バングラデシュ独立の翌年の1972年に帰国し、チッタゴン大学経済学部長に就任した。1976年に貧困救済プロジェクトをジョブラ村にて開始し、銀行に融資するように働きかけ自ら村民の保証人にまでなったが、銀行の融資は受けられず、1983年に同プロジェクトはバングラデシュ政府の法律により独立銀行（政府認可の特殊銀行）となる。無担保で少額の資金を貸し出すマイクロ・クレジットでは、8万4000村で558万人ほどの貧しい女性を主対象に貸し出している。このマイクロ・クレジットは貧困対策の新方策として国際的に注目され、主に第三世界へ広がっている。
グラミン銀行は多分野で事業を展開し、「グラミン・ファミリー」と呼ばれるグループへと成長をとげた。2006年のノーベル平和賞が授与された。2007年2月、新党「市民の力（ナゴリク・ショクティ）」を発足し、代表に擁立されるも、当時の選挙管理内閣首班との面談を経て政治活動を断念した。
2011年3月2日、バングラデシュ中央銀行は商業銀行総裁の60歳定年を定めた法律を違反して、ユヌスが総裁を続けているとして、グラミン銀行総裁を解任したと発表した。その際グラミン銀行側は役員会から永久総裁として認められていると反論し、撤回を求めて提訴したが、バングラデシュ最高裁に棄却され解任が決定になった。原因は二大政党制に批判的なユヌスが政党を立ち上げようとしたことで首相と対立したためとも、当時首相を目指すのではないかと憶測を呼び本人は否定したもののハシナ首相の警戒を招いたためとも言われている。
2013年、ユヌスは日本人グラフィックデザイナー Prof.稲吉紘実のデザインによる「ユヌス・ソーシャル・ビジネス マーク」を発表した。
2021年に行われた2024年パリオリンピックへの構想計画ではSDGsとソーシャルビジネスへの配慮を含めて、選手村などのオリンピック開催後の再利用などを奨励している。
2024年2月、ユヌスのダッカの事務所が何者かに占拠され奪われる。他に自身の設立した2つの会社から追い出され、このときまでに上訴保釈中ながら労働法違反で6か月の禁固刑判決を受け、さらに500万ドルの納税命令と移動自由制限が科され、100件を超える訴訟を抱えていた。
2024年8月7日、反政府デモ（2024年バングラデシュクオータ制度改革運動）の激化を受けて首相を辞任したシェイク・ハシナに代わり、デモに参加した学生団体の要請を受けて、暫定政府首席顧問に就任することを受諾。8月8日には病気治療の滞在先フランスのパリから帰国。バンガババン（大統領官邸）で暫定政府首席顧問への就任宣誓を行った。ユヌスは国民の認知や海外とのつながりもあり既成政党色が薄いため分断回避のために選ばれたと考えられている。就任時に「暴力は止めなければならない」「対話を通じ理解し合おう」「この政権は全ての国民のためのものだ」として結束を呼び掛けた。
2025年3月28日、中国の習近平国家主席と北京の人民大会堂で会談し、中国外交部によると友好関係の深化や、一帯一路での協力強化で合意した。
2025年6月6日には国民に向けての演説の中で、2024年政変以来初となる総選挙を2026年4月前半に実施すると表明した。

## 思想
資本主義
ユヌスは、現在の資本主義が、人間について利益の最大化のみを目指す一次元的な存在であると見なしているとする。これに対して人間は多元的な存在であり、ビジネスは利益の最大化のみを目的とするわけではないとユヌスは主張する。
ソーシャル・ビジネス
ユヌスは、利益の最大化を目指すビジネス（PMB）とは異なるビジネスモデルとして、「ソーシャル・ビジネス」を提唱した。ソーシャル・ビジネスとは、特定の社会的目標を追求するために行なわれ、その目標を達成する間に総費用の回収を目指すと定義している。また、ユヌスは2種類のソーシャル・ビジネスの可能性をあげている。一つ目は社会的利益を追求する企業であり、二つ目は貧しい人々により所有され、最大限の利益を追求して彼らの貧困を軽減するビジネスである。

### 不祥事
ユヌスは、グラミン・ファミリーの一つであるグラミン・コミュニケーションズにて会長職を務めている。このグラミン・コミュニケーションズで、労働法に違反した事が発覚したとされる。ユヌスは2020年3月11日に他の会社幹部3人とともにバングラデシュの労働裁判所に公式に謝罪し、罰金として7500タカを支払った。また、ユヌスが設立した別の非営利法人で、法で定められていた従業員のための福祉基金を設けなかった等の労働法違反があったとして、他の重役３人とともに起訴され、ユヌス自身は違法性を否定したが2024年1月1日に禁錮6カ月の有罪判決を受け、即時保釈が認められていた。この逮捕には、かつて政界進出を表明し国民に人気の高いユヌスを警戒した政権側の意向があったと見る向きもある。さらに、ダッカの裁判所は6月12日、労働者基金から2億5220万タカを横領および資金洗浄した罪でユヌスを含む14人を起訴した。暫定政権最高顧問になるにあたり、これらの有罪・無罪は政府顧問就任の資格に影響しないとみられていたが、バングラデシュの汚職対策委員会（ACC）の働きかけにより、同月7日、下級裁判所はこれらのユヌスの起訴を取り下げた。これについてユヌスの弁護士は、ユヌスはこの動きを知らず関与していないと説明している。

## 著書
- Yunus, Mohammad; Joli, Alan (1998). Banker to the Poor. University Press Ltd, Bangladesh. ISBN 978-9840514670
  - 邦訳：ムハマド・ユヌス、アラン・ジョリ 著、猪熊弘子 訳『ムハマド・ユヌス自伝 : 貧困なき世界をめざす銀行家』早川書房、1998年。ISBN 978-4152081896。
- Yunus, Muhammad (2008). Creating A World Without Poverty. Public Affairs. ISBN 978-1586485795
  - 邦訳：ムハマド・ユヌス 著、猪熊弘子 訳『貧困のない世界を創る : ソーシャル・ビジネスと新しい資本主義』早川書房、2008年。ISBN 978-4152089441。
- Yunus, Muhammad (2018). A World of Three Zeros: The New Economics of Zero Poverty, Zero Unemployment, and Zero Net Carbon Emissions. Public Affairs. ISBN 978-1541742390
  - 邦訳：ムハマド・ユヌス 著、山田文 訳『3つのゼロの世界――貧困0・失業0・CO2排出0の新たな経済』早川書房、2018年。ISBN 978-4152097446。

## 受賞歴
- 1984年 - マグサイサイ賞
- 1994年 - 世界食糧賞
- 1998年 - インディラ・ガンディー賞
- 1998年 - シドニー平和賞
- 1998年 - アストゥリアス皇太子賞平和部門
- 2001年 - 第12回福岡アジア文化賞大賞
- 2003年 - ボルボ環境賞
- 2004年 - 第9回日経アジア賞
- 2006年 - ノーベル平和賞
- 2008年 - 第5回北九州市環境賞
- 2009年 - 大統領自由勲章
- 2010年 - 議会名誉黄金勲章
- 2020年 - オリンピック月桂冠賞[23][24]
- 2024年 - Nature's 10選出

など多数にのぼる（List of awards received by Muhammad Yunusも参照）。

## 備考
- 高校2年英語教科書『Genius』(大修館)のレッスン4に彼の活躍が英文となっている。
- 高校3年生用英語教科書『CROWN English Reading』(三省堂)レッスン6で、グラミン銀行とユヌスが教材となっている。
- 中澤幸夫『テーマ別英単語 ACADEMIC [初級]』(Z会) 第1章 経済・ビジネス
- 高3用英語教科書　MAINSTREAM　EC　Ⅲ　（増進堂）チャプター2で彼の活躍が書かれている。

### 動画
- アジア太平洋国際学会（IAAPS）設立記念講演会「貧困のない世界を創る」 - ウェイバックマシン（2011年4月3日アーカイブ分）(動画 日本語同時通訳有)(2010.7.16 立命館アジア太平洋大学)
- 「貧者の銀行家」ムハマド･ユヌス　ソーシャルビジネスと資本主義の未来を語る （動画　日本語字幕付き）（デモクラシーナウ！ジャパン 2008.2.12）